# Conny Sandholm
Nils Conny Sandholm, född 16 augusti 1941 i Bromma församling i Stockholm, död 22 februari 1996 i Sankt Nicolai församling i Nyköping, var en svensk civilingenjör och politiker (folkpartist).
Conny Sandholm var kommunalpolitiker, bland annat som kommunalråd i Nyköping 1986–1994. Han var ersättare i Sveriges riksdag en kortare tid 1992 och valdes 1994 till riksdagsledamot för Södermanlands läns valkrets. I riksdagen var han bland annat suppleant i utbildningsutskottet 1994–1996. Den 22 februari 1996 avled han hastigt i sin övernattningslägenhet i Stockholm.